# Maiovca, Ocnița
Maiovca este un sat din comuna Ocnița, raionul Ocnița (nordul Republicii Moldova). A fost fondat la începutul sec. XX și în 2004 avea 166 locuitori: 106 moldoveni/români și 60 de ucraineni.